# Woodway (Washington)
Woodway é uma cidade localizada no estado norte-americano de Washington, no Condado de Snohomish.

## Demografia
Segundo o censo norte-americano de 2000, a sua população era de 936 habitantes.
Em 2006, foi estimada uma população de 1326, um aumento de 390 (41.7%).

## Geografia
De acordo com o United States Census Bureau tem uma área de
10,1 km², dos quais 2,9 km² cobertos por terra e 7,2 km² cobertos por água.

## Localidades na vizinhança
O diagrama seguinte representa as localidades num raio de 8 km ao redor de Woodway.